# Domodedovo
Domodedovo (în rusă: Домодедово) este un oraș din regiunea Moscova, Rusia, situat la 37 km sud de Moscova. Are o populație de 54.080 (recensământ 2002). Aeroportul Internațional Domodedovo se află în apropierea localității.